# Earle Hyman
Pour les articles homonymes, voir Hyman.
Earle Hyman est un acteur américain né le 11 octobre 1926 à Rocky Mount, en Caroline du Nord (États-Unis) et mort le 17 novembre 2017 à Englewood au New Jersey.

## Filmographie
- 1945 : Le Poison (The Lost Weekend) : Smoking Man
- 1951 : Love of Life (série TV) : Dr. Paul Bryson (year unknown)
- 1954 : The Bamboo Prison : Doc Jackson, medic
- 1957 : The Green Pastures (en) (TV) : Adam
- 1959 : Simply Heavenly (TV) : Hopkins
- 1966 : Afrikaneren : Raymond
- 1968 : Macbeth (TV) : Macbeth
- 1972 : Possession meurtrière (The Possession of Joel Delaney) : Charles (the butler)
- 1979 : Coriolanus : Cominius
- 1979 : Julius Caesar (vidéo) : Cicero
- 1980 : Jungle Love (The Ivory Ape) (TV) : Inspector St. George
- 1982 : Fighting Back : Police Chief Freeman
- 1982 : Long Day's Journey Into Night (TV) : James Tyrone
- 1956 : The Edge of Night (série TV) : Baliff (unknown episodes, 1984)
- 1984-1992 : Cosby Show (série TV) : Russell Huxtable
- 1985 : Cosmocats ("Thundercats") (série TV) : Panthro / Redeye (voix)
- 1985 : The Life & Adventures of Santa Claus (TV) : King Awgwa (voix)
- 1988 : Gandahar : Maxum (voix)
- 1970 : La Force du destin ("All My Children") (série TV) : Mr. Patterson (unknown episodes, 1995)
- 1996 : Panique sur le vol 285 (Hijacked: Flight 285) (TV) : Wayne Edwards
- 2000 : The Moving of Sophia Myles (TV) : Bishop Heath